# Grotta del Cavallo
La grotta del Cavallo, o grotta Cavallo, è una grotta naturale costiera calcarea ed un rilevante sito archeologico situata nel comune di Nardò, nei pressi della costa ionica salentina, parte di un sistema più ampio di caverne naturali ubicate nella baia di Uluzzo, all'interno del parco regionale di Porto Selvaggio. Il nome dell'anfratto deriva da numerosi ritrovamenti di resti di asinidi.

## Descrizione
La grotta si trova a circa 15 m sul livello del mare attuale. L'entrata è di forma arrotondata, 5 m di larghezza per 2,5 m di altezza, orientata verso il mare. Ha dimensioni modeste dovute alla formazione per scorrimento di corsi d'acqua ipogei.
La grotta è nota per il ritrovamento di depositi archeologici risalenti al paleolitico superiore tra i più antichi resti di Homo sapiens in Europa.
Sulla stessa baia si aprono altre due grotte indagate da archeologi, denominate Grotta di Uluzzo (o Uluzzo B) e Grotta Cosma (Uluzzo C)..

## Scavi
Le campagne di scavi lungo la costa salentina ebbero inizio nel 1961 ad opera di Arturo Palma di Cesnola dell'università di Siena e di Edoardo Borzatti von Löwenstern dell'università degli Studi di Firenze. La scoperta nella grotta del Cavallo risale al 1964, con il ritrovamento di due denti molari decidui in una serie stratigrafica di 7 metri con più livelli di età paleolitica; i resti e le suppellettili vennero attribuiti ad una cultura simile al castelperroniano e denominata uluzziano, dal toponimo dell'area della scoperta, diffusa in gran parte della penisola italiana e prevalentemente in Puglia.
I resti, analizzati a partire dal 1967, furono inizialmente attribuiti ad un esemplare di uomo di Neanderthal; la tesi era supportata dal ritrovamento di strumenti di pietra e ornamenti realizzati con conchiglie tipici delle culture neandertaliane, tant'è che la cultura uluzziana fu creduta una delle ultime espressioni dell'Homo neanderthalensis.
Gli scavi subirono una pausa di circa dieci anni, durante i quali la grotta fu oggetto di vandalismi e scavi clandestini, per riprendere alla fine degli anni 1970 quando il professor Palma di Cesnola riavviò le indagini sistematiche, tuttora in corso, in collaborazione con la locale Soprintendenza ai Beni Archeologici.
Nel 2011 un gruppo di ricercatori guidati da Stefano Benazzi del dipartimento di antropologia dell'università di Vienna, pubblicò un articolo per la rivista Nature in cui affermava che i denti rinvenuti nella grotta del Cavallo non appartenessero ad un Homo neanderthalensis, bensì ad uno dei primi esemplari di Homo sapiens vissuto tra i 43 000 e i 41 000 anni dal presente. Quindi secondo Benazzi questi risultati indicano che la cultura uluzziana non va attribuita ai Neanderthal bensì a umani moderni.
Si continua a dibattere sulla datazione attribuita ai denti, basata su evidenze stratigrafiche, tra chi ne conferma la validità, e chi ritiene che i resti fossili in realtà siano riferire a strati di sendimenti più recenti
Se la datazione fosse confermata, i due denti rappresenterebbero una delle più antiche testimonianze dei primi esseri umani moderni europei (EEMH, da European early modern humans in inglese), la più antica in Italia, supportando la teoria della diffusione degli EEHM lungo le coste del Mediterraneo a partire dal Vicino Oriente.